# Ботулотоксин (лекарство)
Препараты ботулотоксина — лекарственные препараты, блокирующие нервно-мышечную передачу. Их получают из бактерий Clostridium botulinum, состоит из нейротоксина типа А и некоторых других белков.
В физиологических условиях данный комплекс распадается и высвобождается чистый нейротоксин. Молекула ботулинического токсина состоит из связанных дисульфидным мостиком тяжелой (с молекулярной массой 100 тысяч Дальтон) и легкой (с молекулярной массой 50 кДа) цепей. Тяжелая цепь имеет высокое сродство к связыванию со специфическими рецепторами, расположенными на поверхности нейронов-мишеней. Легкая цепь обладает Zn²-зависимой протеазной активностью, специфичной по отношению к цитоплазматическим участкам синаптосомально связанного белка, имеющего молекулярную массу 25 кДа (SNAP-25) и участвующего в процессах экзоцитоза.
Первый этап действия ботулинического токсина — специфическое связывание молекулы с пресинаптической мембраной (процесс занимает 30 минут). Второй этап — интернализация связанного токсина в цитозоль посредством эндоцитоза. После интернализации легкая цепь действует как цинкзависимая протеаза цитозоля, избирательно расщепляя SNAP-25, что на третьем этапе приводит к блокаде высвобождения ацетилхолина из пресинаптических терминалей холинергических нейронов. Конечным эффектом этого процесса является стойкая хемоденервация.
При внутримышечном введении развивается 2 эффекта: ингибирование экстрафузальных мышечных волокон, посредством ингибирования нервных окончаний альфа-мотонейронов на уровне нервно-мышечного синапса, и ингибирование активности мышечных веретён, посредством торможения гамма-мотонейронного холинергического синапса на интрафузальном волокне. Уменьшение гамма-активности ведет к расслаблению интрафузальных волокон мышечного веретена и снижает активность Ia-афферентов. Это приводит к снижению активности мышечных рецепторов растяжения и эфферентной активности альфа- и гамма-мотонейронов (клинически это проявляется выраженным расслаблением мышц в месте инъекции и значительным уменьшением боли).
Наряду с процессом денервации, в этих мышцах протекает процесс реиннервации путём появления боковых отростков нервных терминалей, что приводит к восстановлению мышечных сокращений через 4-6 месяцев после инъекции.
При внутриклеточной инъекции в области локализации потовых желез (подмышечные впадины, ладони, стопы) развивается блокада постганглионарных симпатических нервов и прекращается гипергидроз на 6—8 месяцев.

## Фармакокинетика

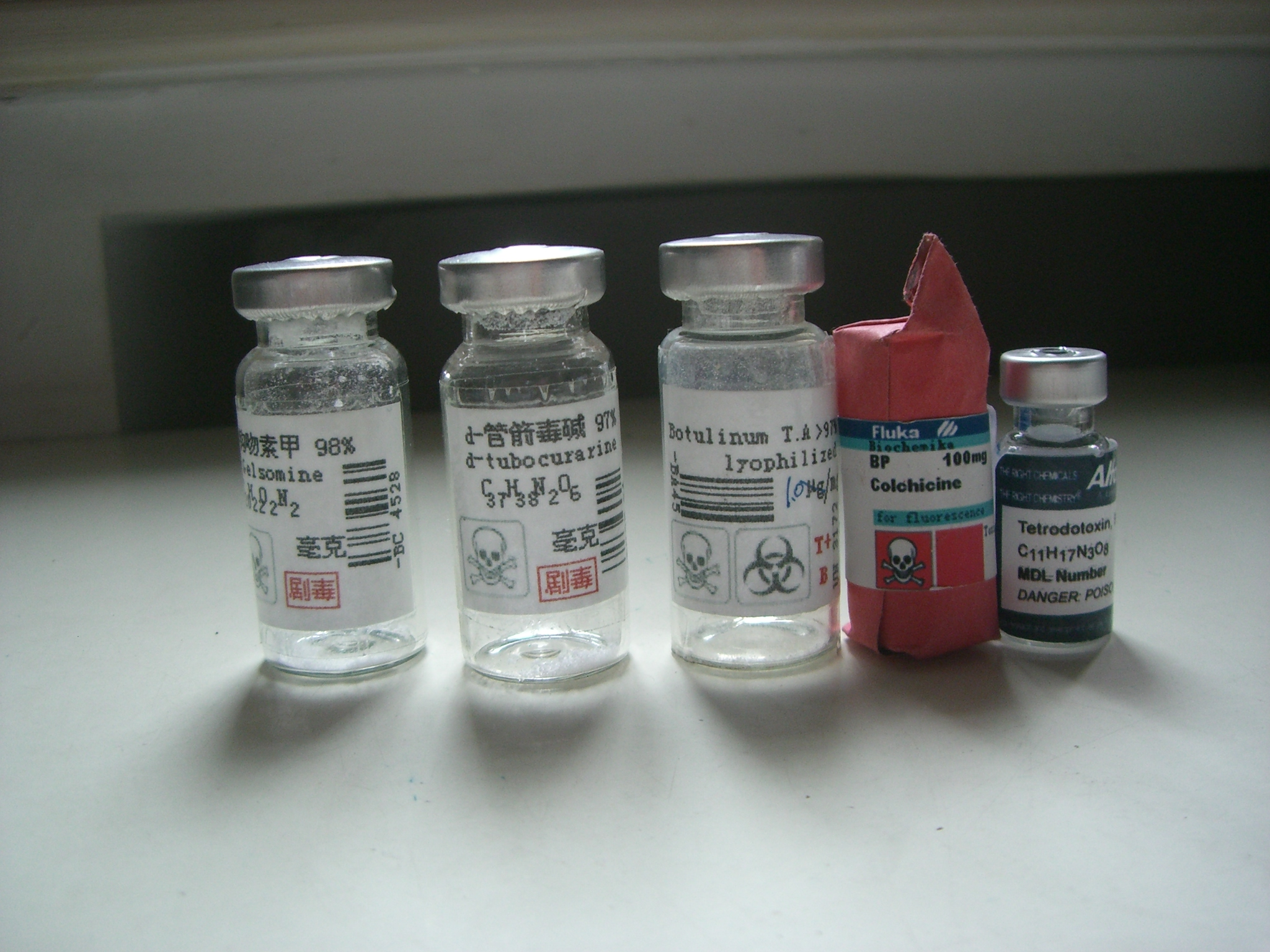
Ампула с ботулотоксином посередине

Ботулинический токсин в течение некоторого времени концентрируется в месте его внутримышечного введения, прежде чем попадает в системный кровоток. При введении в терапевтических дозах не проникает через гематоэнцефалический барьер и не вызывает системных эффектов. Быстро метаболизируется с образованием более простых молекулярных структур. Выводится почками (в виде метаболитов).

## Показания
Блефароспазм; гемифациальный спазм; паралитическое косоглазие; спастическая кривошея; локальный мышечный спазм у взрослых и детей старше 2 лет (в том числе детский церебральный паралич и спастичность); хроническая мигрень; гиперактивный мочевой пузырь.

## Противопоказания
Гиперчувствительность, миастения, миастенические и миастеноподобные синдромы (в том числе синдром Ламберта-Итона); инфекции мягких тканей в месте инъекции, одновременный прием аминогликозидов или спектиномицина, беременность, период лактации, детский возраст (до 2 лет), гиперчувствительность к компонентам препарата, генерализованные двигательные расстройства, нарушение свертываемости крови, миопия высокой степени. Не рекомендуется использовать препарат для пациентов старше 60 лет, в частности, из-за более высокого риска появления асимметрии.

## Режим дозирования
Дозы и место введения определяются индивидуально для каждого пациента.

## Побочные эффекты
Местные реакции: 2-5 % — микрогематомы (до 7 дней), боль в месте инъекции (до 1 суток). Системные реакции при применении препарата в высокой дозе (более 250 ЕД): общая или местная слабость (в течение 7 дней), падения. При лечении блефароспазма, гемифациального спазма: птоз (15-20 %), слезотечение (0.5-1 %), редко — эктропион, кератит, диплопия, энтропион, экхимоз в мягких тканях глазного яблока. При инъекции в обе кивательные мышцы — дисфагия (2-5 %). Как правило, указанные побочные эффекты не требуют дополнительной терапии и регрессируют в течение 1 месяца после введения препарата
Обычно нежелательные эффекты наблюдаются на первой неделе после применения ботулинического токсина типа А и являются временными.
- головная боль; нечасто — предобморок, головокружение, нарушение речи;
- птоз века, сухость глаз, снижение чёткости зрения;
- сухость во рту; нечасто — дисфагия;
- редко — назофарингит;
- боль в месте введения;
- нечасто — повышенное потоотделение, кожные высыпания, ощущение жара;
- боль в шее, мышечная слабость, ригидность мышц;
- часто — гематома в месте инъекции; редко — гриппоподобные симптомы, болезненность в области межбровья и надбровной области, усталость[3].

### Передозировка
Симптомы — общая слабость, парез инъецированных мышц. Специфический ботулинический антитоксин эффективен в течение 30 минут после инъекции; при необходимости — реанимационные мероприятия.

## Особые указания
Инъекции препарата должен проводить высококвалифицированный врач, имеющий специальную подготовку и разрешение от фирмы-производителя. Инъекции можно проводить амбулаторно в условиях процедурного кабинета.
Перед назначением препарата следует принимать во внимание анатомические особенности и любые изменения вследствие прошедших хирургических операций. Не следует превышать рекомендуемые дозы и частоту приема.
Осложнения после инъекции исключительно редки и могут наступить при травме иглой жизненно важных структур (нервов, сосудов, трахеи) в случае неквалифицированного выполнения процедуры.
Антитела к гемагглютинин-комплексу ботулинического токсина образуются у 1-5 % пациентов после повторных инъекций. Образованию антител способствуют введение больших доз препарата (более 250 ЕД) через короткие промежутки времени (менее 2 мес), бустерные инъекции (малыми дозами через короткие промежутки времени). В случае образования антител к ботулиническому токсину применяют другие серологические типы.
Уменьшение частоты мигания вследствие инъекций препарата в круговую мышцу глаза может привести к стойкому повреждению эпителия и изъязвлению роговицы, особенно у пациентов с расстройствами n.faciales. Следует тщательно проверять чувствительность роговицы глаз ранее оперировавшихся пациентов, избегать инъекций в область нижнего века для предотвращения его выворачивания и активного лечения любого дефекта эпителия. Для этого могут потребоваться защитные капли, смазки, мягкие контактные линзы, наложение повязки на глаз или другие меры.

## Взаимодействие
Аминогликозиды, эритромицин, тетрациклин, линкомицин, полимиксин, а также лекарственные средства, снижающие нервно-мышечную проводимость, усиливают действие.

## Использование в косметических целях

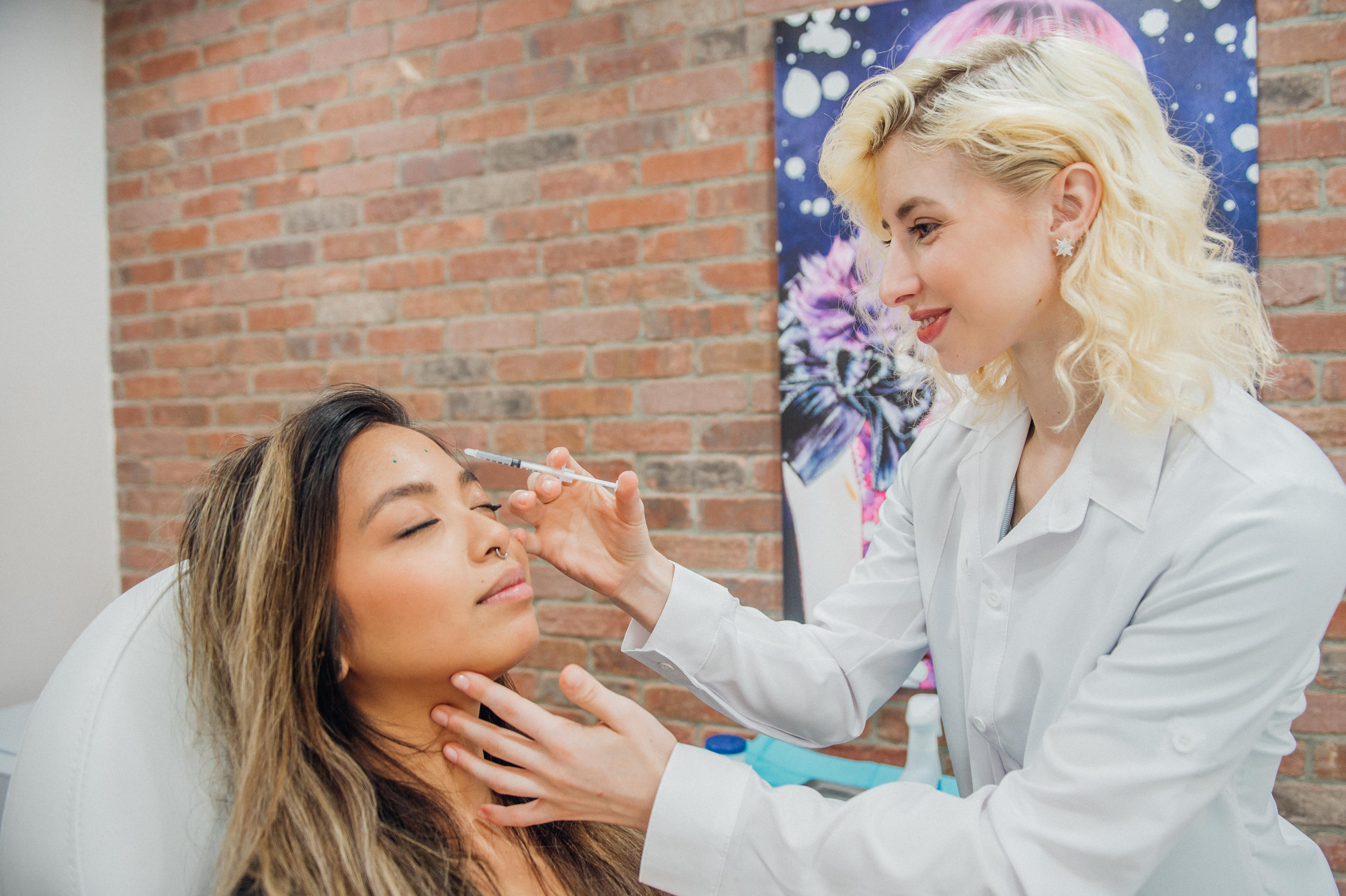
Инъекции ботокса в клинических условиях

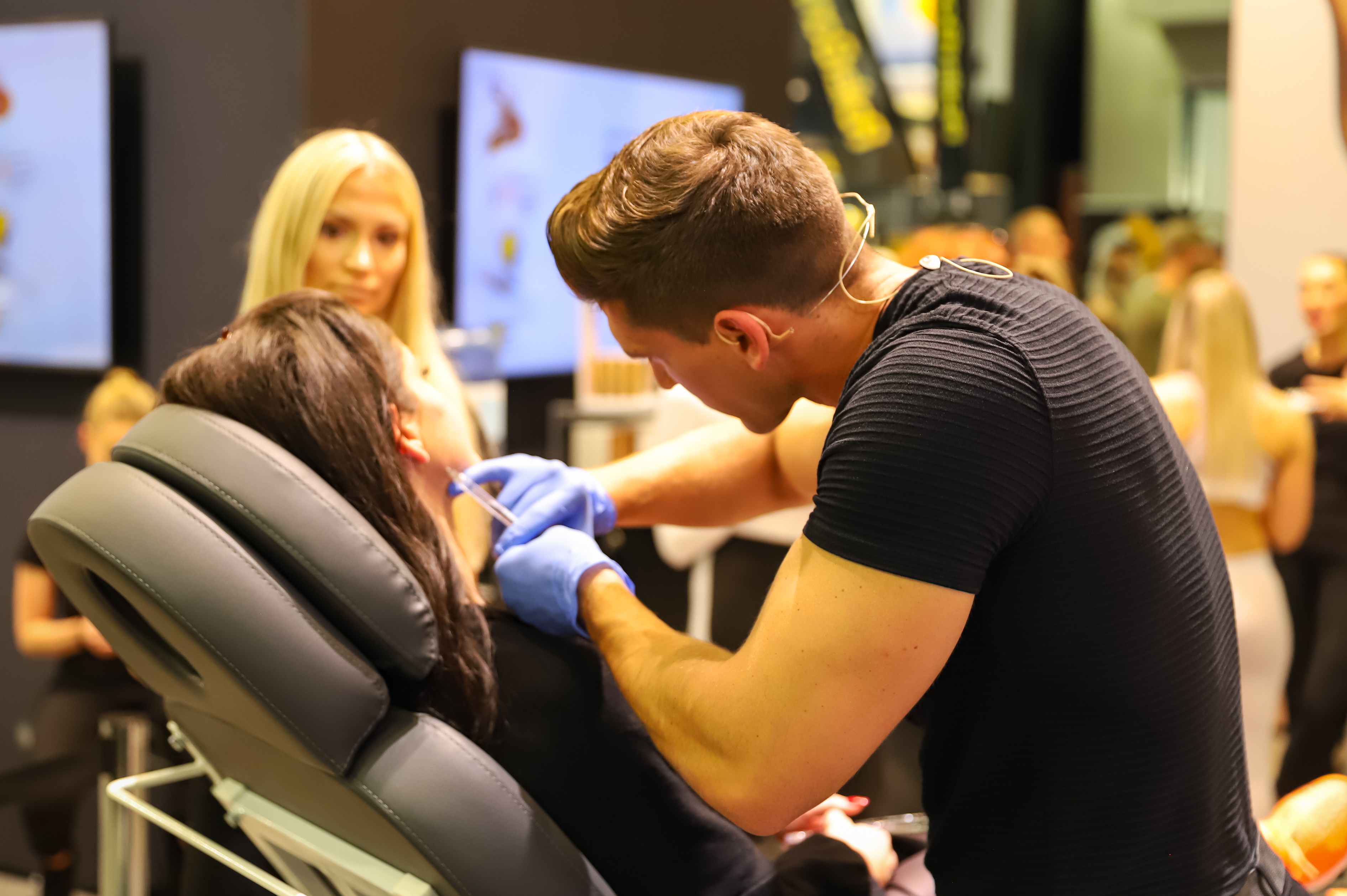
Мастер-класс по ботоксным инъекциям

### Морщины
Первое исследование, детализирующее использование ботулотоксина в косметологии было опубликовано в 1993 году. В своем докладе Andrew Blitzer описал использование ботулотоксина А в лечении гиперфункциональных морщин в области лба и подкожной мышцы шеи.
Мелкие мышцы, располагающиеся под кожей, сокращаясь, создают морщины на лбу, в углах глаз, переносице и спинке носа, верхней губе, тяжи на шее.
В результате инъекции ботулотоксина добиваются разглаживания даже устойчивых и глубоких морщин, расслабляя сверхактивные мышцы, участвующие в их формировании, путём блокирования сигналов между этими мышцами и их двигательными нервами. Под действием ботулинического нейротоксина наступает ослабление двигательной активности мышц. Мелкие и глубокие морщины разглаживаются, а поверхность кожи становится ровной.
Для введения препарата используются тонкие иглы, с помощью которых препарат вводят в мышцы. Для обезболивания процедуры используют местные анестетики, которые предварительно наносят на кожу.
Препарат начинает действовать в среднем через 7-14 дней. Действие препарата длится от 2 до 8 месяцев, после чего для возобновления эффекта приходится повторять процедуру. При регулярном проведении процедур мышцы поддерживаются расслабленными, разглаживаются морщины любой глубины и не формируются новые.
Несмотря на свойство уменьшать проявления старения на лице, ботулинический нейротоксин всё же имеет недостатки. С помощью этого препарата нельзя устранить все морщины, а только мимические (или динамические), образованные в результате избыточной активности мышц. Например, зона вокруг рта, щёки и подбородок — не самые лучшие места для инъекций ботулотоксина. Для устранения морщин в этих местах используются филлеры или гели, которыми заполняют бороздки морщин.
Существует техника «мезоботокс» — это субдермальное введение микродоз препарата (микропапульное). Эта техника позволяет разглаживать тонкие кисетные морщины вокруг рта.

### Лечение локального гипергидроза
Гипергидроз ладоней, подмышек, стоп или лица часто связан с эндокринными нарушениями, неврологическими расстройствами, гормональной перестройкой у женщин. В некоторых случаях чрезмерная потливость может возникать без видимых причин, на основе генетической предрасположенности.
Существует способ лечения повышенной потливости уколами ботулинического токсина. При введении в проблемную зону, препарат блокирует передачу нервных импульсов и работу потовых желез. В условиях отсутствия реакции на внешние раздражители количество выделяемого пота существенно сокращается.
Терапия носит локальный характер. Она не нарушает процесс потоотделения всего организма, а действует в конкретных проблемных областях. Как правило, инъекционный метод используют для лечения потливости подмышек, рук, лица и стоп. Процедура, реализуемая тонкими иглами, относительно безболезненная, не вызывает осложнений и имеет узкий круг противопоказаний. Эффект от процедуры проявляется на 2-4 день и стабильно сохраняется от полугода до полутора лет.

### Стоматология
Инъекции ботулотоксина применяются в стоматологии при дисфункции височно-нижнечелюстного сустава, бруксизме (скрежет зубами), спазме жевательных мыщц. Во всех этих случаях препарат используют для расслабления жевательных мыщц. Неправильная дозировка может привести к временному состоянию незакрывающегося рта.
Ещё одна область применения ботулинического нейротоксина — косметическая стоматология. Препарат используют в следующих случаях: гингвальная улыбка (сильное обнажение верхней десны при улыбке); несимметричная улыбка; коррекция линии и объёма губ для правильной фонетики; некоторые случаи ортодонтического рецидива; гипертонус мыщц по причине удержания съемного протеза.

### Осложнения при косметическом применении ботулинического нейротоксина
Смертельные исходы, связанные с инъекциями ботулинического нейротоксина, были описаны в докладе FDA в феврале 2008 года. Американская академия дерматологов также отметила, что к 2003 году имелись данные о 28 смертельных случаях, связанных с медицинским применением инъекций ботулинического нейротоксина.
Осложнения введения ботулинического нейротоксина немногочисленны и крайне редки. После инъекции могут наблюдаться локальные эффекты, такие как болезненность или кровоизлияние в месте прокола кожи. В первые 3-4 часа после процедуры следует избегать давления на область вокруг места укола (ложиться, трогать лицо, подпирать лицом кулаком). В течение минимум 24 часов после процедуры следует воздержаться от физической активности и массажа. Так как тепловое воздействие может вызвать в области инъекции синяки и покраснение, то первые 48 часов рекомендуется пользоваться солнцезащитным кремом с SPF от 30, а также не принимать горячую ванну, не посещать солярий или сауну. При избыточном введении препарата может опускаться угол рта или веко. Воздействие на круговую мыщцу рта может привести к непродолжительному нарушению речи, состоянию незакрывающегося рта и ассиметричному движению губ. Однако, учитывая обратимость действия нейротоксина, при возникновении этих побочных эффектов, восстановление внешнего вида происходит через 1-2 месяца.

### Миграция
Возможна реализация третьего механизма распространения токсина — его миграция в отдаленные участки тела. В эстетической медицине миграция токсина не имеет большого практического интереса, поскольку применяемые дозы препарата редко достигают тех величин, при которых возможно появление системных симптомов.

## Клинические исследования
В настоящее время в рамках регистрации в FDA завершено мультицентровое рандомизированное двойное слепое плацебо-контролируемое исследование Нивоботулотоксина  А  для коррекции складок межбровной области. Раствор для инъекций Абоботулотоксина А проходит клинические исследования (фаза III) по показанию «межбровные морщины».